# Гачане
Гачане (также: гадчане, гедчане, гудускане) — славянское племя, которое проживало в области современной Гацки (Лики): от верхней Купы до побережья Далмации.
В Анналах королевства франков гачане упоминаются как союзники Каролингов, а Борна называется «dux Dalmaciae», «dux Dalmatiae et Liburniae» и «dux Guduscanorum». Борна был первым, кто упоминался как князь гадчан, что свидетельствует о том, что его власть опиралась именно на них и что они занимали гораздо большую территорию: от Брибира до Гацки, в том числе, и прибрежную зону.
В 818 году гачане были частью посольской группы, отправленной Борной с тимочанами ко двору Людовика Благочестивого в Эрсталь. В 819 году Людевит Посавский захватил их земли и выдавил Борну в Винодол.
Гачане входили в состав армии Борны, выставленной против Людевита Посавского в битве на реке Купа. Гачане отказались подчиняться Борне и перешли на сторону Людевита. Впоследствии Борна вновь вернул себе их земли.